# برنتوت (آلاباما)
برنتوت (به انگلیسی: Burntout) یک منطقهٔ مسکونی در ایالات متحده آمریکا است که در آلاباما واقع شده است. برنتوت ۲۲۷٫۰۸ متر بالاتر از سطح دریا قرار دارد.